# Gradaščica
Die Gradaščica ist ein 33 km langer linker Nebenfluss der Ljubljanica in Slowenien. Er entsteht in der Gemeinde Dobrova-Polhov Gradec am Zusammenfluss von Mala voda, der aus der Hügelwelt westlich von Šentjošt nad Horjulom fließt, und Velika Božna aus Hügeln im Gebiet der Siedlung Rovt. Von Polhov Gradec fließt der Fluss durch ein etwas breites Tal nach Osten, bis er etwa ab Schloss Bokalce in das Gebiet von Ljubljana-Rožnik eintritt.
Kurz nach Querung der Autobahn 2 südöstlich von Bokalce teilt sich das Gewässer in zwei Arme auf. Der nördliche Arm behält den Namens Gradaščica und wird auch Mestna Gradaščica „Städtische Gradaščica“ genannt. Der südliche Arm des Flüsschens wird Mali graben (Deutsch: Kleiner Graben) genannt.

## Mestna Gradaščica
Die Städtische Gradaščica durchfließt die Stadtgebiete Rožnik und Vič, wo der Glinščica-Bach einmündet. Dann weiter nach Trnovo, wo das Gewässer an der Jekarski-Brücke (umgangssprachlich Jek-Brücke) in die Ljubljanica mündet.

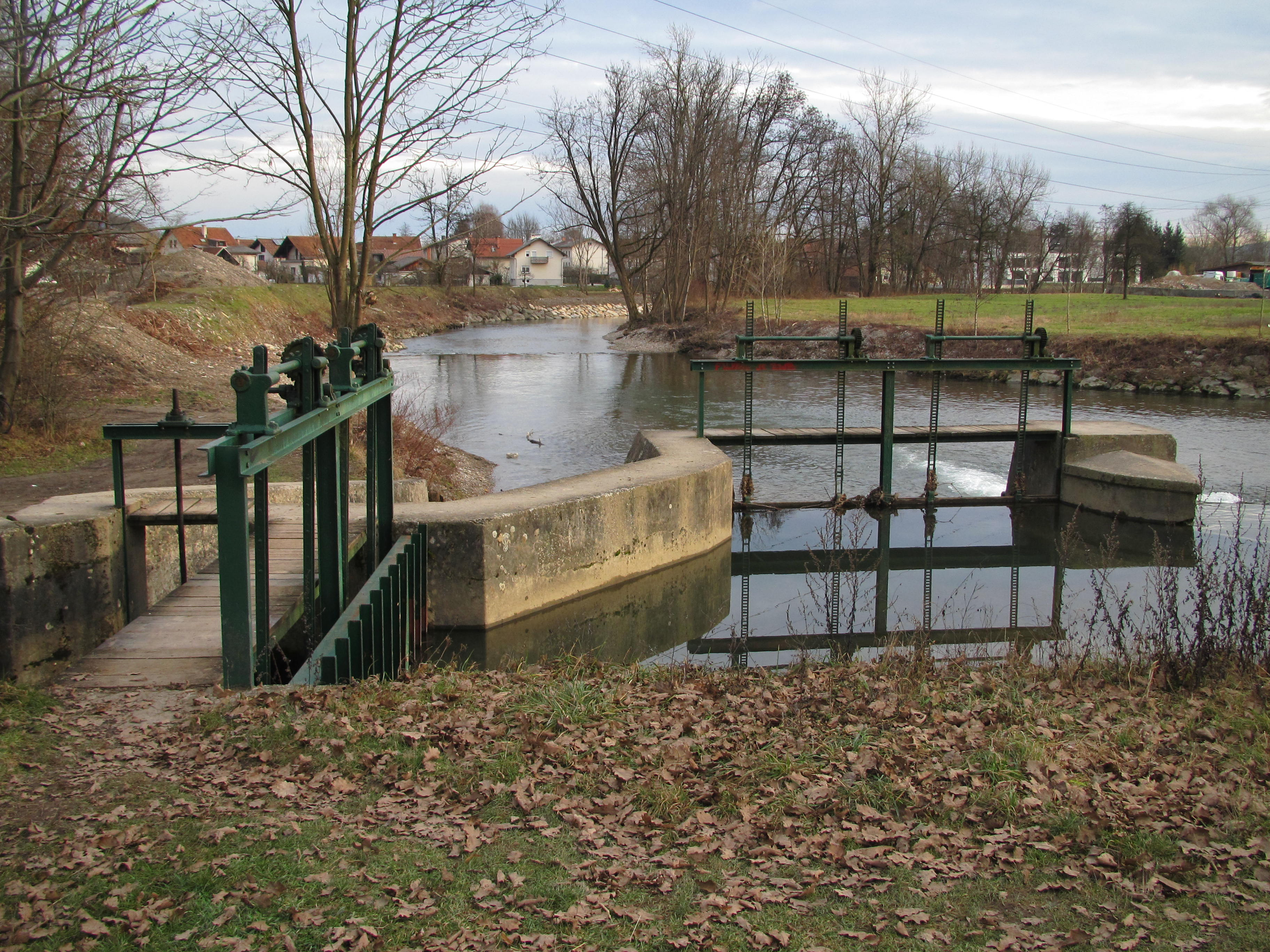
Wehr am Ursprung des Mali Graben

## Mali Graben
Der Abfluss aus der Gradaščica im Bezirk Rožnik wird durch ein Wehr so gesteuert, dass der Mali graben die deutlich größere Wassermenge führt, um das Risiko von Überschwemmungen in Trnovo zu minimieren.
Das Gewässer wendet sich nach Südwesten und durchfließt – parallel zum nördlichen Arm – Vič und Trnovo (südlich von Murgle). Er bildet dabei die nordwestliche Grenze des Stadtgebietes Rudnik und mündet dann südlich des Gruberkanals in die Ljubljanica.
Parallel zum Mali graben verläuft der südliche Teil des Wegs der Erinnerungen und Kameradschaft.

## Brücken und Überquerungen über die Gradaščica
Nachstehend werden die Brücken und Überquerungen im Laibacher Stadtgebiet in der Abfolge von West nach Ost (flussabwärts) gelistet, beginnend mit der Unterquerung der Europastraße 61 nördlich des Autobahnkreuzes Kozarje:

### Mestna Gradaščica
- Pod jezom
- Vrhovci, cesta XIII, III, I
- Cesta na Vrhovce
- Pot Rdečega križa
- Cesta Dolomitskega odreda
- Viška cesta
- Eisenbahn
- Tržaška cesta
- Tbilisijska ulica
- Jamova cesta
- Brücke zum Spielplatz zwischen Jamova cesta und Mencingerjeva ulica
- Mencingerjeva ulica
- Steg zwischen Splitska ulica und Jamova cesta
- Steg zwischen Mencingerjeva ulica und Vrhovnikova ulica
- Jadranska ulica
- Kopališka ulica
- Riharjeva ulica
- Barje-Brücke über dem Gradaščica-Park
- Trnovo-Brücke vor der Trnovo-Brücke
- Hahnensteg zwischen Trnovo-Brücke und Gradaščica-Mündung
- Jejarski-Brücke (Jek-Brücke) an der Mündung in die Ljubljanica

### Mali Graben
- Cesta Dolomitskega odreda
- Autobahn1, Autobahn 2
- Dolgi most
- Eisenbahn
- Tržaška cesta
- Cesta v Gorice
- Autobahn1, Autobahn 2
- Cesta v Mestni log
- Brv čez Mali graben
- Mokrška ulica
- Barjanska cesta
- Opekarska cesta, Pot na Rakovo jelšo
- Hladnikova cesta